# 8401 Ассіреллі
8401 Ассіреллі (8401 Assirelli) — астероїд головного поясу.
Тіссеранів параметр щодо Юпітера — 3,363.